# Princezna Železný Vějíř
Princezna Železný Vějíř (tradiční čínština: 鐵扇公主; zjednodušená čínština: 铁扇公主) je celovečerní animovaný čínský film z roku 1941. Režírovali ho bratři Wanové (Wan Guchan a Wan Laiming) v Šanghaji v těžkých podmínkách druhé světové války, kdy byla Šanghaj pod japonskou okupací.
Jde o první celovečerní animovaný film vyrobený v Číně a zároveň v celé Asii. Zároveň je dvanáctý nejstarší celovečerní animovaný film na světě a devátý nejstarší celovečerní animovaný dochovaný film (některé argentinské filmy, které režíroval Quirino Cristiani jsou považovány za ztracené).